# Station Evere
Station Evere is een spoorweghalte in de Brusselse gemeente Evere (België). De spoorweghalte ligt aan spoorlijn 26 (Schaarbeek - Halle), die het oosten en zuiden van het Brussels Hoofdstedelijk Gewest doorkruist. Station Evere bevindt zich direct ten noorden van het vroegere vormingsstation Schaarbeek-Josaphat en ligt ten zuiden van het centrum van Evere. Het station heeft twee perrons die aan weerszijden van het viaduct van de Auguste de Broeckstraat liggen (bajonetligging) en door middel van trappen vanaf het viaduct bereikbaar zijn.
Per richting wordt station Evere driemaal per uur aangedaan door een S-trein. In de spits bedraagt de frequentie vijf treinen per uur. Vanaf station Schaarbeek-Josaphat werd in het kader van het GEN een 1250 meter lange nieuwe spoortunnel door Schaarbeek geboord tot aan het station Brussel-Schuman (aansluiting op spoorlijn 161 Brussel - Namen).
In het kader van de ontwikkeling van het voormalige vormingsstation werd de heropening van het aangrenzende station Schaarbeek-Josaphat als GEN-station overwogen. In dit geval is het waarschijnlijk dat het station Evere gesloten wordt.

## Treindienst
| Serie | Treinsoort | Route                                                                                 | Bijzonderheden |
| ----- | ---------- | ------------------------------------------------------------------------------------- | --- |
| S 4   | GEN (NMBS) | Aalst – Brussel-Schuman – Evere – Mechelen                                            | Rijdt alleen op werkdagen. |
| S 5   | GEN (NMBS) | [ Geraardsbergen – ] Edingen – Halle – Brussel-Schuman – Evere – Vilvoorde – Mechelen | Rijdt in de spits van/naar Geraardsbergen. Rijdt in het weekend tussen Halle en Mechelen. Rijdt tijdens de vakantieperiode 1x/u enkel tussen Halle en Mechelen. |
| S 7   | GEN (NMBS) | Halle – Merode – Evere – Vilvoorde                                                    | Rijdt alleen op werkdagen. |
| S 9   | GEN (NMBS) | Landen – Leuven – Evere – Brussel-Schuman – Nijvel                                    | Rijdt alleen op werkdagen. |

## Galerij

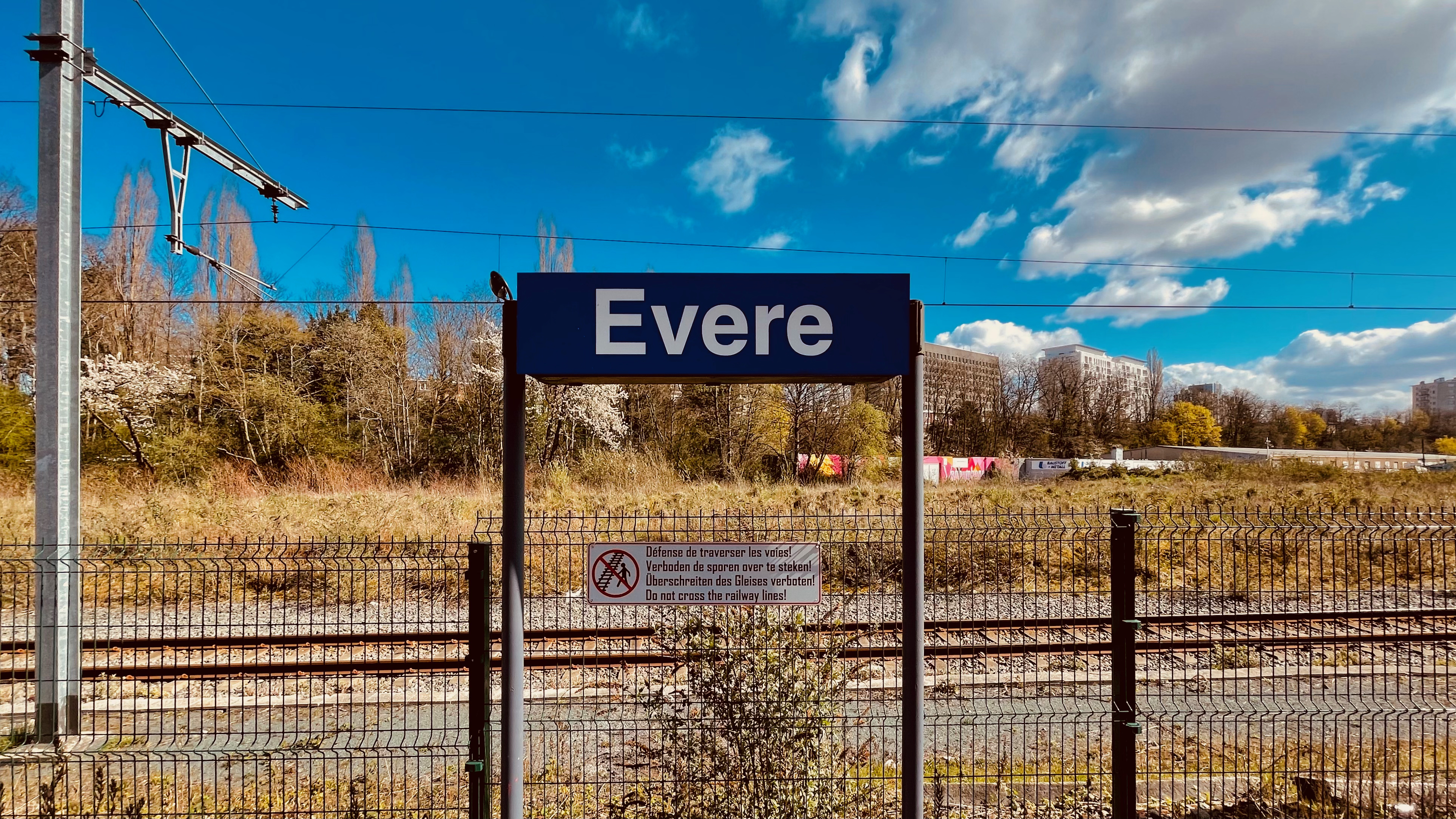
Naambord op een perron
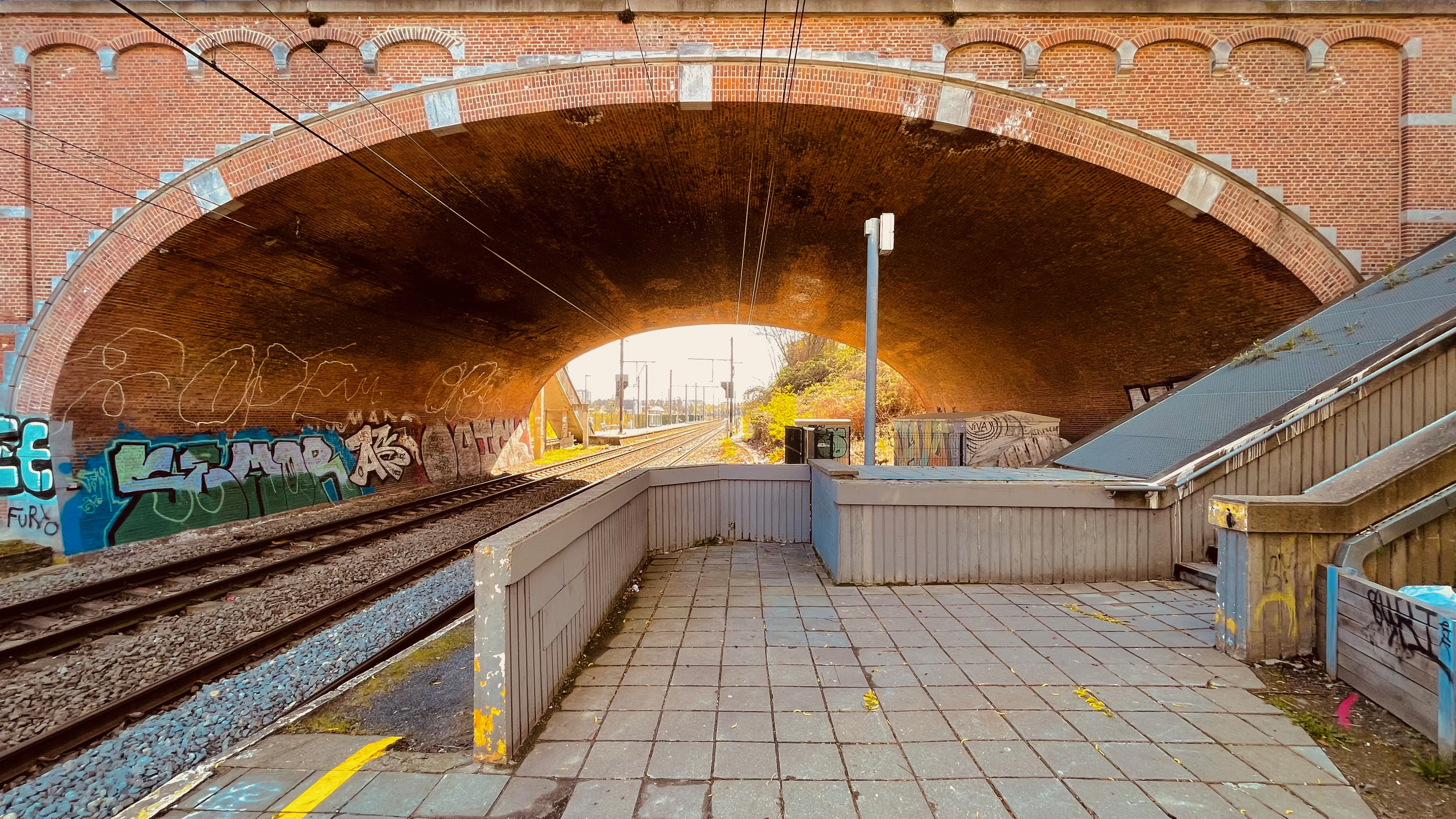
De brug

## Reizigerstellingen
De grafiek en tabel geven het gemiddeld aantal instappende reizigers weer op een week-, zater- en zondag.
| Tabel: aantal instappende reizigers station Evere | Tabel: aantal instappende reizigers station Evere | Tabel: aantal instappende reizigers station Evere | Tabel: aantal instappende reizigers station Evere |
|                                                   | Weekdag                                           | Zaterdag                                          | Zondag                                            |
| ------------------------------------------------- | ------------------------------------------------- | ------------------------------------------------- | ------------------------------------------------- |
| 1977                                              | 174                                               | -                                                 | -                                                 |
| 1978                                              | 224                                               | -                                                 | -                                                 |
| 1979                                              | 173                                               | -                                                 | -                                                 |
| 1980                                              | 183                                               | -                                                 | -                                                 |
| 1981                                              | 189                                               | -                                                 | -                                                 |
| 1982                                              | 171                                               | -                                                 | -                                                 |
| 1983                                              | 124                                               | -                                                 | -                                                 |
| 1984                                              | 62                                                | -                                                 | -                                                 |
| 1985                                              | 60                                                | -                                                 | -                                                 |
| 1986                                              | 82                                                | -                                                 | -                                                 |
| 1987                                              | 82                                                | -                                                 | -                                                 |
| 1988                                              | 117                                               | -                                                 | -                                                 |
| 1989                                              | 85                                                | -                                                 | -                                                 |
| 1990                                              | 99                                                | -                                                 | -                                                 |
| 1991                                              | 93                                                | -                                                 | -                                                 |
| 1992                                              | 132                                               | -                                                 | -                                                 |
| 1993                                              | 122                                               | -                                                 | -                                                 |
| 1994                                              | 182                                               | -                                                 | -                                                 |
| 1995                                              | 190                                               | -                                                 | -                                                 |
| 1996                                              | 227                                               | -                                                 | -                                                 |
| 1997                                              | 279                                               | -                                                 | -                                                 |
| 1998                                              | 391                                               | -                                                 | -                                                 |
| 1999                                              | 300                                               | -                                                 | -                                                 |
| 2000                                              | 379                                               | -                                                 | -                                                 |
| 2001                                              | 381                                               | -                                                 | -                                                 |
| 2002                                              | 349                                               | -                                                 | -                                                 |
| 2003                                              | 372                                               | -                                                 | -                                                 |
| 2004                                              | 462                                               | -                                                 | -                                                 |
| 2005                                              | 468                                               | -                                                 | -                                                 |
| 2006                                              | 614                                               | -                                                 | -                                                 |
| 2007                                              | 645                                               | -                                                 | -                                                 |
| 2008                                              | -                                                 | -                                                 | -                                                 |
| 2009                                              | 596                                               | -                                                 | -                                                 |
| 2010                                              | -                                                 | -                                                 | -                                                 |
| 2011                                              | -                                                 | -                                                 | -                                                 |
| 2012                                              | 440                                               | -                                                 | -                                                 |
| 2013                                              | 419                                               | -                                                 | -                                                 |
| 2014                                              | 341                                               | -                                                 | -                                                 |
| 2015                                              | 386                                               | -                                                 | -                                                 |
| 2016                                              | 462                                               | -                                                 | -                                                 |
| 2017                                              | 562                                               | -                                                 | -                                                 |
| 2018                                              | 684                                               | 65                                                | 26                                                |
| 2019                                              | 690                                               | 48                                                | 31                                                |
| 2020                                              | 426                                               | 49                                                | 35                                                |
| 2021                                              | -                                                 | -                                                 | -                                                 |
| 2022                                              | 605                                               | 99                                                | 76                                                |
| 2023                                              | 482                                               | 81                                                | 87                                                |
| 2024                                              | 512                                               | 60                                                | 55                                                |